# Народний комісаріат державної безпеки
Народний комісаріат державної безпеки, НКДБ — центральний орган державної влади СРСР, що відав питаннями державної безпеки.

## Історія
Вперше Народний комісаріат державної безпеки СРСР утворений 3 лютого 1941 року шляхом поділу Народного комісаріату внутрішніх справ СРСР (НКВС СРСР) на два наркомати: НКДБ СРСР, у відання якого передавалися підрозділи, безпосередньо зайняті питаннями державної безпеки (розвідка, контррозвідка, охорона уряду і т. д.), і НКВС СРСР, у веденні якого залишалися оперативні (внутрішні), конвойні, прикордонні війська, частини і підрозділи охорони в'язниць і таборів (ГУЛАГ), міліція, частини місцевої протиповітряної оборони та пожежної охорони, а також ряд інших. 1 березня внесено відповідну зміну до Конституції СРСР. Майже через місяць після початку війни - 20 липня 1941 року - НКДБ і НКВС були знову об'єднані в НКВС СРСР, апарат НКДБ було реорганізовано в Головне управління державної безпеки НКВС СРСР. Народним комісаром державної безпеки СРСР в лютому - липні 1941 року був В. М. Меркулов, який до і після цього був першим замнаркома НКВД Л. П. Берія.
Повторне створення НКДБ СРСР відбулося 14 квітня 1943 року рішенням Політбюро ЦК ВКП (б) П 40/91 на базі оперчекістських управлінь і відділів НКВС. Його діяльність регламентувалася «Положенням про Народний комісаріат державної безпеки СРСР», затвердженим постановою РНК СРСР № 621-191сс від 2 червня 1943 р. Офіційною причиною відтворення Наркомату держбезпеки в довоєнному вигляді виступає пояснення: «у зв'язку зі зміною зовнішньої обстановки». При цьому справжні мотиви цього рішення Сталіна досі невідомі. У квітні 1943 року НКДБ СРСР був утворений шляхом виділення з НКВД СРСР тих же підрозділів, що і в лютому 1941 року. Наркомом державної безпеки СРСР знову став В. М. Меркулов. Не змінився і спектр завдань нового наркомату.